# Quarantina bianca genovese
La quarantina bianca genovese est une variété de pomme de terre à chair blanche cultivée traditionnellement en Ligurie. Sa promotion est assurée par une association, le Consorzio della Quarantina fondée en 2000 par des agriculteurs locaux.
Sa production bénéficie du label de qualité italien : « Prodotto agroalimentare tradizionale » (produit agroalimentaire traditionnel).
Quarantina bianca genovese est également une marque commerciale enregistrée dont l'usage est réservé aux membres associés du Consorzio della Quarantina.
Cette pomme de terre dérive, par mutation, de la « quarantina prugnona », génétiquement moins stable. Elle est étroitement corrélée à la française « Institut de Beauvais » et à la catalane Bufet Blanco. Elle était diffusée et renommée dans le Génovésat pendant une bonne partie du XXe siècle, mais son introduction en Ligurie est probablement antérieure.

## Étymologie
Le terme Quarantina (quarantaine) est fréquemment utilisé en italien pour désigner des variétés légumières ou céréalières dont le cycle de culture est bref en montagne. Bianca (blanche) se réfère à la couleur de la chair.

## Caractéristiques
Les tubercules, de forme irrégulière, arrondie à obovale, ont la peau lisse crème clair et la chair blanche, non farineuse, à granulosité fine.
Les yeux sont moyennement enfoncés et les germes ont une couleur variant du rose au violet.
La plante au port dressé fleurit abondamment mais ne fructifie pas. Les fleurs sont blanches.
C'est une plante de précocité moyenne. Elle est sensible aux maladies notamment à l'alternariose (alternaria solani), mais relativement résistante au froid.
Cette pomme de terre est classée dans le type culinaire B (à teneur en matière sèche moyenne, se délitant peu à la cuisson, assez polyvalent en cuisine).

## Histoire
La quarantina bianca genovese est une variété traditionnelle connue de longue date dans le Génovésat. Les témoignages enregistrés auprès des anciens remontent jusqu'aux années 1880. Elle était d'une culture générale en montagne jusque dans les années 1960, époque à laquelle elle a failli disparaître.